# CiEj
On note CiEj une famille d'alcools gras éthoxylés, de formule générale CH3-(CH2)i-1-(O-C2H4)j-OH. Ce sont des tensioactifs, dont la HLB (équilibre hydrophile/lipophile) dépend de i (longueur de la chaîne carbonée, lipophile) et de j (nombre de groupes éthoxyle en tête, hydrophiles).
Exemple : le tétraéthylène glycol monodécyl éther, noté C10E4.